# 烈魄化碧贞节碑

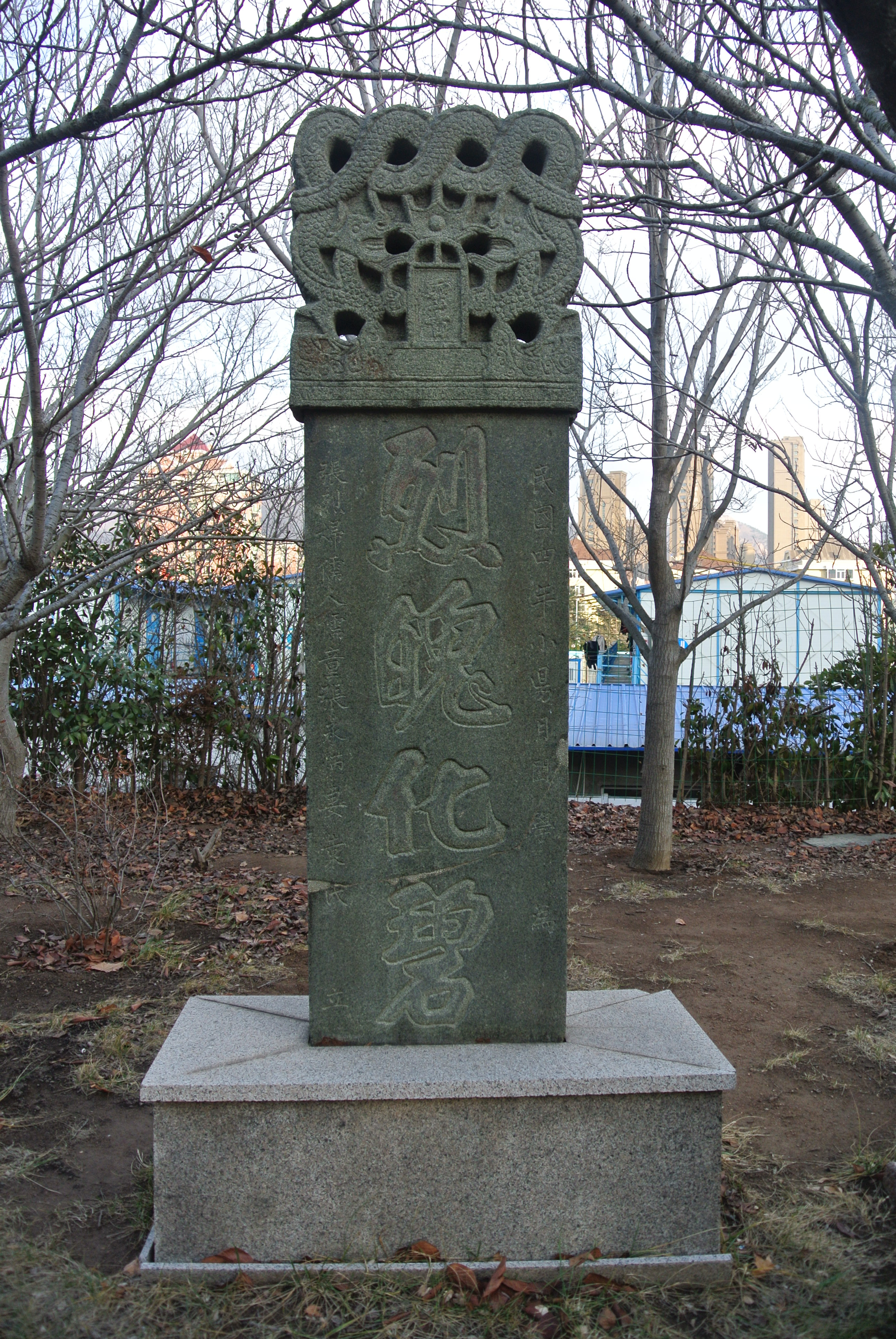
烈魄化碧碑

烈魄化碧贞节碑是中国山东青岛市郊的农民为了纪念、表彰在一战中死于日军战争罪行的烈妇袁氏而立的石碑，立于1915年，现藏于青岛市博物馆。

## 概况
阎家山村（现属青岛市市北区，紧邻李沧区）居民袁氏为即墨县河西村袁相潇之女、阎家山村张承炳（碑文错写为张承柄）之妻。第一次世界大战期间，日本对德国宣战，并发动青岛战役，围攻当时在德国殖民统治下的青岛。日军向市郊阎家山村进犯时，袁氏已怀有七、八个月身孕，逃到村北2公里的瓮窑头村（今李沧区晓翁村一带）亲戚家避难，遭遇日军，被日军士兵杀害，时年24岁，腹中男婴同时遇难。有资料称其夫张承炳事后痛不欲生而自缢。
次年农历十月，袁、张两家亲族筹款为袁氏在阎家山村东南立碑，以旌表其贞烈，清末举人张绍价撰写碑文。1982年6月，阎家山村一村民因建造新房需要拉直钢筋，将钢筋一端捆在烈魄化碧碑上，以拖拉机牵引拉直，不慎将该碑断为三截。同年8月，青岛市博物馆将该碑运至大学路馆址，修复后置于院内展出。2002年青岛市博物馆迁至崂山区新馆后，该碑迁至新馆院内展览。

## 碑文
张烈妇者，墨邑河西村袁相潇之女，阎家山村张承柄之妻也。甲寅秋，日德构兵，烈妇避匿于翁窑头町，竟罹于难，肢体残裂，妊子已八、九月，男也，将诞矣，时烈妇二十四岁，见者咸欷歔太息泣下。呜呼！吾国素重节义，每值兵戈蹂躏之秋，妇女仓猝遇变，义不苟辱，慷慨赴死，冒白刃无悔者，所在多有，然往往出于名门淑媛，夙明大义者所为，烈妇生长农家，食贫居贱，素未娴诗书之训，乃能见危授命，舍生取义，虽刀锯在前，不以少挫其志，如此，岂非羞恶之良，根于天性，所欲，有甚于生；所恶，有甚于死。虽目不识书之女子，率性孤行，浩然捐生，宁玉碎勿瓦全，而此中之耿耿，固有不可得而磨灭者与。烈妇死之明年，亲族慕义者共醵金立碑，以旌其节，予为撮述梗概，以垂久远而慰毅魄于地下云。
前清 举人 张绍价 撰
附生 林振铎 书丹